# Назьмов, Борис Михайлович
Борис Михайлович Назьмов (24 марта 1902, город Касимов, Рязанская губерния — 31 июля 1944, Ярославль) — композитор, педагог, собиратель народно-песенного фольклора, руководитель и первый хормейстер Государственного ансамбля волжской песни и пляски (Государственный ансамбль песни и пляски РСФСР) (Ярославль).

## Биография
Родился Борис Михайлович 24 марта 1902 года в городе Касимове Рязанской губернии. Из-за серьёзной болезни глаз Б. М. Назьмов потерял зрение, не получил в полном объёме музыкальное образование. В 1923 году уехал в город Ярославль, был преподавателем в школах и в детском доме имени А. В. Луначарского. Является участником краеведческого общества (Ярославль). Борис Михайлович был преподавателем в музыкальном училище имени Л. В. Собинова, в котором работал с 1929 года и до последних дней своей жизни, в этом училище преподавал теорию музыки. Борис Михайлович был руководителем пионерского ансамбля, в котором занималось около 200 детей.
Борис Михайлович Назьмов — создал и руководил народным хором комбината «Красный Перекоп», который был известен не только в городе Ярославле, но и за пределами Ярославской области, хор за три года с момента создания дал 326 концертов. В 1939 году народный хор комбината «Красный Перекоп» получил звание — лучший народный хор Ярославской области.
В 1937 году был создан Государственный ансамбль волжской песни и пляски (позже — Государственный ансамбль песни и пляски РСФСР), композитор Назьмов был руководителем и первым хормейстером этого ансамбля. Творческий коллектив Государственного ансамбля волжской песни и пляски выступал в Московской консерватории, в Колонном зале Дома союзов, в Центральном Доме Красной Армии.
С 1940 года  Борис Михайлович Назьмов — руководитель Ярославского отделения Союза композиторов, собиратель народно-песенного фольклора (народная песня).
Скончался композитор Б. М. Назьмов 31 июля 1944 года.

## Творчество
Борис Михайлович написал около 130 музыкальных произведений, среди них: «Увертюра» для симфонического оркестра, романсы «Озарённое мягким светом», «Нежно-задумчивая черёмуха», песни «На деревне парень жил кудрявый», «Ой, ты, Волга, волна гулевая». Композитор Назьмов обработал около шестьдесят народных песен, ряд романсов, пятнадцать фортепьянных пьес, героический марш ярославского ополчения, который был написан во время Великой Отечественной войны. Борис Михайлович Назьмов писал музыку к спектаклям театра кукол, музыкальные произведения для театра имени Ф. Г. Волкова, среди них: «Вильгельм Телль», «Горе от ума», «Улица радости».